# Damien Duff
Damien Anthony Duff (Dublin, 2 maart 1979) is een Iers voormalig profvoetballer die bij voorkeur als vleugelspeler uitkwam. Hij tekende in juli 2015 een eenjarig contract bij Shamrock Rovers, waar hij aan het einde van dat jaar zijn loopbaan vanwege blessures beëindigde. Duff speelde van 1998 tot en met 2012 honderd interlands voor het nationale team van Ierland.

## Clubcarrière
Duff werd oorspronkelijk gecontracteerd door Blackburn Rovers waar hij vervolgens zeven jaar speelde. Met de club dwong hij promotie af naar de Premier League in 2001 en won toen de League Cup. In 2003 nam Chelsea hem over voor een bedrag van € 25,5 miljoen, destijds een clubrecord voor 'The Blues'. In zijn eerste seizoen bij de club werd hij geplaagd door een blessure, waardoor Duff de halve finale van de Champions League miste. Dat seizoen maakte de Ier vijf treffers. Dat seizoen was de beste prestatie van Chelsea in 49 jaar, maar trainer Claudio Ranieri werd toch de laan uitgestuurd.
Zijn vervanger José Mourinho haalde Arjen Robben van PSV, waardoor Duff zijn basisplaats kwijtraakte. Doordat Robben een blessure opliep, kreeg hij niettemin alsnog een basisplaats. Hij scoorde dat jaar tien keer en Chelsea won zowel de landstitel als de League Cup (Duff scoorde in de halve finale tegen Manchester United het winnende doelpunt). In het seizoen 2005/2006 leek Duff zijn vorm te verliezen, waardoor Robben en Joe Cole de voorkeur kregen. Hierdoor verhuisde Duff naar Newcastle United om daar meer aan spelen toe te komen. In het seizoen 2008-2009 degradeerde hij met The Magpies, maar Duff zelf bleef op het hoogste niveau actief doordat Fulham hem vervolgens contracteerde. Toen zijn contract daar in juni 2014 ten einde liep, tekende hij bij Melbourne City FC. Een jaar later werd Duff transfervrij overgenomen door de Ierse club  Shamrock Rovers.

## Interlandcarrière
Duff debuteerde op 25 maart 1998 in het Ierse nationale elftal in de vriendschappelijke wedstrijd in en tegen Tsjechië, die met 2-1 werd verloren. In dezelfde wedstrijd maakten Graham Kavanaugh (Stoke City), Alan Maybury (Leeds United), Rory Delap (Derby County) en Robbie Keane (Wolverhampton Wanderers) voor het eerst hun opwachting in de nationale A-ploeg.
Voor Ierland speelde Duff meer dan negentig interlands en scoorde hij acht keer. Hij was actief op het WK 2002, waar hij scoorde tegen Saoedi-Arabië, waarna Ierland doorging naar de tweede ronde. Duff speelde ook met zijn landgenoten het WK onder 20 jaar in 1997 en 1999.
Duff nam met Ierland deel aan het EK voetbal 2012 in Polen en Oekraïne, waar de ploeg van bondscoach Giovanni Trapattoni werd uitgeschakeld in de groepsronde na nederlagen tegen achtereenvolgens Kroatië (3-1), Spanje (4-0) en Italië (2-0). Duff kreeg de eer om de aanvoerdersband te dragen in het duel tegen Italië, in plaats van de vaste captain Robbie Keane. De aanvaller van Fulham FC bereikte tegen Italië als vijfde Ier in de geschiedenis de grens van honderd interlands. Steve Staunton (102 caps), Kevin Kilbane (110), Robbie Keane (119) en recordhouder Shay Given (124) bereikten eerder de mijlplaal van honderd interlands voor Ierland.
Het bleef bij deze 100 interlands want op 24 augustus 2012 zei hij de nationale ploeg vaarwel. Zo volgde hij het voorbeeld van zijn ploegmaat Shay Given, die al eerder dat hoofdstuk afsloot.
| Interlanddoelpunten | Interlanddoelpunten | Interlanddoelpunten | Interlanddoelpunten     | Interlanddoelpunten | Interlanddoelpunten | Interlanddoelpunten | Interlanddoelpunten |
| №                   | Datum               | Locatie             | Wedstrijd               | Goal(s)             | Score               | Uitslag             | Competitie          |
| ------------------- | ------------------- | ------------------- | ----------------------- | ------------------- | ------------------- | ------------------- | ------------------- |
| 1                   | 15.08.2001          | Dublin              | Ierland – Kroatië       | 21'                 | 1 – 0               | 2 – 2               | Oefeninterland      |
| 2                   | 11.06.2002          | Yokohama            | Saoedi-Arabië – Ierland | 87'                 | 0 – 3               | 0 – 3               | WK-eindronde        |
| 3                   | 29.03.2003          | Tbilisi             | Georgië – Ierland       | 18'                 | 0 – 1               | 1 – 2               | EK-kwalificatie     |
| 4                   | 20.04.2003          | Dublin              | Ierland – Noorwegen     | 17'                 | 1 – 0               | 1 – 0               | Oefeninterland      |
| 5                   | 06.09.2003          | Dublin              | Ierland – Rusland       | 35'                 | 1 – 0               | 1 – 1               | EK-kwalificatie     |
| 6                   | 18.11.2003          | Dublin              | Ierland – Canada        | 22'                 | 1 – 0               | 3 – 0               | Oefeninterland      |
| 7                   | 01.03.2006          | Dublin              | Ierland – Zweden        | 35'                 | 1 – 0               | 3 – 0               | Oefeninterland      |
| 8                   | 08.02.2011          | Dublin              | Ierland – Wales         | 66'                 | 2 – 0               | 3 – 0               | Oefeninterland      |